# Agrilus burkei
Agrilus burkei es una especie de insecto del género Agrilus, familia Buprestidae, orden Coleoptera. Fue descrita por Fisher, 1917.
Se encuentra en el oeste de Estados Unidos. Se alimenta de especies de Alnus.